# Termitodius
Termitodius  (лат.) — род термитофильных жуков из семейства Scarabaeidae. 3 вида.

## Описание
Распространены в Мексике и Венесуэле. Длина 3,5—4,0 мм. Тело жуков продолговатое (надкрылья почти в 3 раза длиннее своей ширины, кзади сужаются), коричневое. На переднеспинке имеются продольные кили и поперечная вмятина на боках. На каждом из надкрылий также есть продольные кили и поперечный бугорок у их вершины. В Мексике эти жуки обнаружены в гнёздах термитов рода Coptotermes.
- Termitodius araujoi Reyes-Castillo & Martinez, 1979[3] — Мексика
- Termitodius chaki Reyes-Castillo & Martinez, 1979[3] — Мексика
- Termitodius coronatus Wasmann, 1894 — Венесуэла